# Освіта в Ізраїлі

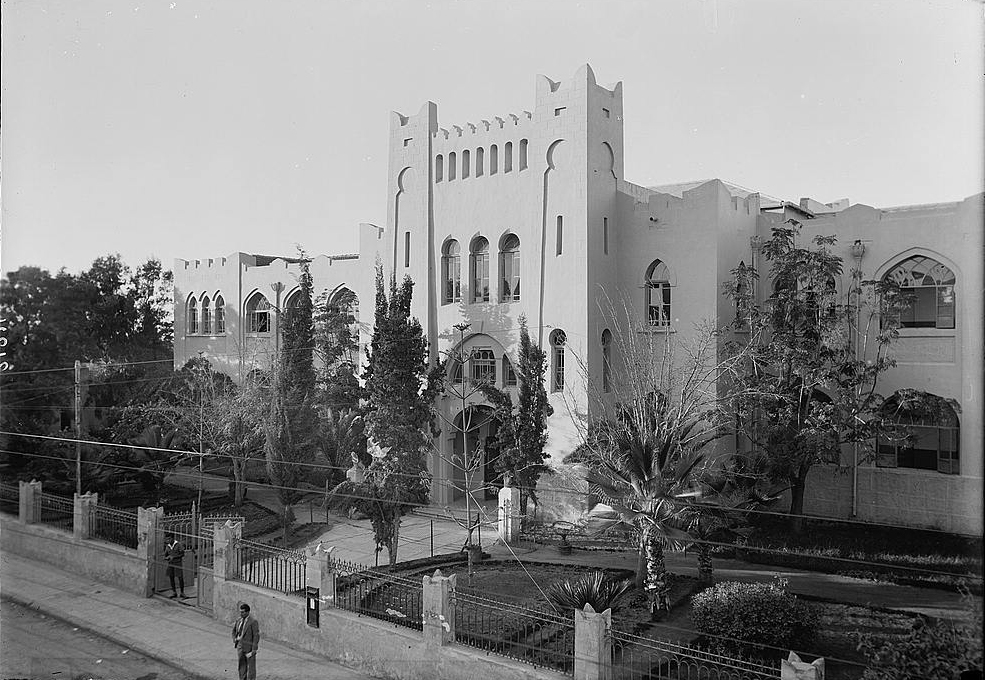
Вища школа Герцлія, 1936 рік.

Освіта в Ізраїлі є важливою частиною повсякденного життя та культури країни. Ізраїль має розвинуту систему освіти з найбільшою увагою на сучасні методи та напрямки. Витрати на освіту складають близько 10 % ВВП країни, а переважна більшість шкіл отримує державну фінансову підтримку.

## Шкільна освіта

### Типи шкіл
В Ізраїлі існують школи чотирьох типів:
- Державні школи (mamlachti). В цих школах приблизно 75 % класів входять до обов'язкового списку міністерства освіти, тоді як решта є додатковими. Обов'язкові предмети включають гебрейську та англійську мови, математику, географію, історію, природничі науки і єврейську культуру. У цих школах не робиться акценту на будь-яку релігію. Комітет з освіти кожної з цих шкіл, до якого входять вчителі та батьки дітей, має право вирішувати, які додаткові предмети обрати з запропонованого Міністерством Освіти списку. Навчальні матеріали для цих курсів також обираються із запропонованих Міністерством. Якщо кількість додаткових предметів перевищує 25 %, місцевий уряд або батьки мають покрити різницю у вартості навчання. Деякі з цих шкіл використовують додаткові предмети для поглибленого викладання певного напрямку, наприклад для шкіл «Талі» таким напрямком є єврейська культура.

- Державні релігійні (юдейські) школи (mamlachti dati). Ці школи дотримуються такого ж набору основних предметів як і державні школи, проте додаткові предмети переважно стосуються єврейською культури та юдаїзму. У цих школах учні мають одягатися та поводитися відповідно до релігійних стандартів, а щодня проводяться спільні молитви. Існують елементарні школи цього типу, де хлопчики та дівчата навчаються разом, та і такі, де вони навчаються окремо; школи вищого рівня спільні.

- Державні арабські школи. У цих школах, переважно розташованих у місцях з великим відсотком арабського населення, викладання ведеться арабською мовою та велика увага надається арабській історії, релігії (ісламу, релігії друзів або християнству) та культурі.

- Незалежні школи (chinuch atzma'i). Ці школи поділяються на визнані Міністерством Освіти та невизнані ним. У визнаних школах дотримання основному списку предметів є обов'язковим, проте школа та батьки можуть самостійно встановлювати методи і норми викладання. Часто такі школи є експериментальними та використовують нестандартні методи навчання. Багато незалежних шкіл керуються релігійними організаціями, як ортодоксальними організаціями євреїв-хареді, так і християнськими. У незалежних школах число додаткових предметів зазвичай понад 25 %, через що більшість з них платні або фінансуються різноманітними організаціями. Невизнані Міністерством Освіти школи дотримуються лише частини обов'язкового списку предметів, а контроль Міністерства за ними мінімальний — він стосується майже виключно безпеки будівель та умов перебування учнів. Проте такі школи існують практично лише на початковому рівні, всі вищі школи визнані Міністерством.

На додаток до звичайних шкіл в Ізраїлі існує і система шкіл-інтернатів. Селища для молоді (cfarei noar) призначені для дітей, що з тієї чи іншої причини не можуть залишатися удома. Часто в таких школах діти живуть в сім'ї, що погоджується їх прийняти; ці школи можуть бути як державними, так і державно-релігійними. Друга категорія, школи-інтернати єшива, як і звичайні єшиви, поєднують звичайне навчання з вивченням Талмуду. Ці школи окремі для хлопчиків та дівчат. Закриті школи-інтернати (maonot chusot) призначені для дітей з неблагополучних сімей, призначенням цих шкіл є адаптування цих дітей до правил та вимог суспільства. І остання група, школи-інтернати спеціального навчання призначені для дітей з інвалідністю та дефектами фізичного чи розумового розвитку. Ці діти зазвичай вимагають особливого догляду та індивідуального підходу.

### Терміни навчання
Ізраїльська система шкільної освіти складається з трьох періодів: початкової освіти (1-6 класи), середньої освіти (7-9 класи) і вищої шкільної освіти (10-12 класи). Обов'язковою є освіта до 10 класу, хоча переважна більшість учнів вчиться до 12 класу.
Академічний рік в ізраїльських школах починається 1 вересня та закінчується у початковій школі 30 червня, а у середній та вищій ступені шкільної освіти – 20 червня.

### Атестат зрілості в Ізраїлі
При закінченні вищої ступені школи учні зазвичай проходять державний іспит на атестат зрілості (геб. теудат баґрут). Це набір іспитів, розтягнутий на останні три роки навчання у школі, що охоплюють всі основні дисципліни, за котрі виставляються бали від 1 до 5, 5 — найкраща оцінка. Для того, щоб успішно пройти іспит, необхідно набрати мінімальне число балів з кожної з основних дисциплін (гебрейська мова, англійська мова, математика, єврейська література та культура), отримати в сумі мінімум 21 бал та отримати щонайменш одну оцінку «5». У випадку поганої оцінки дозволяється скласти екзамен вдруге. В 2006-7 навчальному році іспит пройшло 74,4 % учнів 12 класу, але лише 46,3 % учнів отримали диплом. В арабському та друзькому секторі цей показник становив 35,6 % і 43,7 % відповідно. Серед міст Ізраїлю найкращі результати (65 %) показали мешканці міст Рамат-Ган і Хайфа.
При цьому за даними суспільної організації Adva Center, власники 15 % атестатів зрілості не мають змоги вступити до університету.

## Вища освіта

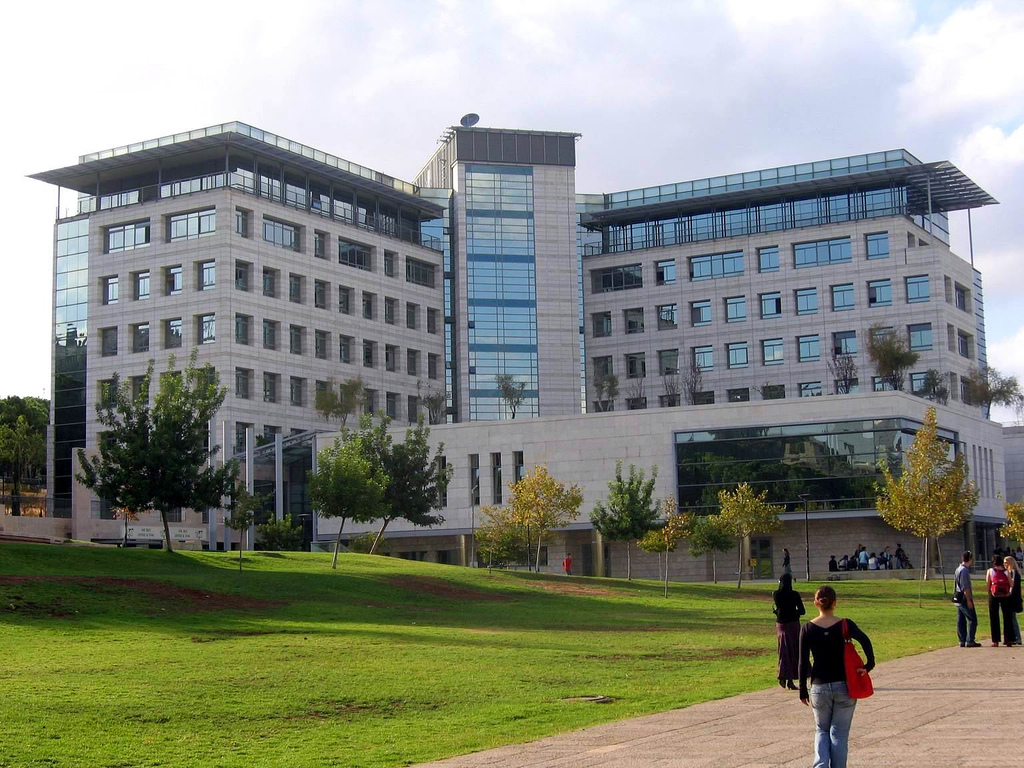
Факультет інформатики Техніону — Ізраїльського технологічного інституту

### Вступ та фінансування
Після закінчення середньої освіти ізраїльтян зазвичай призивають до Збройних сил (IDF), але для навчання в мехіні, коледжі або університеті можна отримати відстрочку від служби. Більшість студентів, хто користується такою відстрочкою, роблять це заради програми атуда, за якою за навчання в університеті платять Збройні сили. Проте у цьому випадку студенти мають підписати контракт, що збільшує термін служби на 2-3 роки.
Для вступу, університети зазвичай вимагають певної мінімальної кількості балів випускних іспитів, мінімального середнього балу та певної оцінки на Психометричному вступному іспиті. Всі ізраїльські університети отримують фінансування від держави, так що студенти платять лише невелику частку реальної вартості освіти.

### Вищі навчальні заклади
Ізраїль має вищі навчальні заклади кількох типів: 8 університетів, 51 коледж (коледжами називають всі інші, крім університетів, вищі навчальні заклади, визнані Радою вищої освіти при Міністерстві освіти Ізраїлю, вони у свою чергу поділяються на регіональні та професійні) та філії іноземних вищих навчальних закладів.

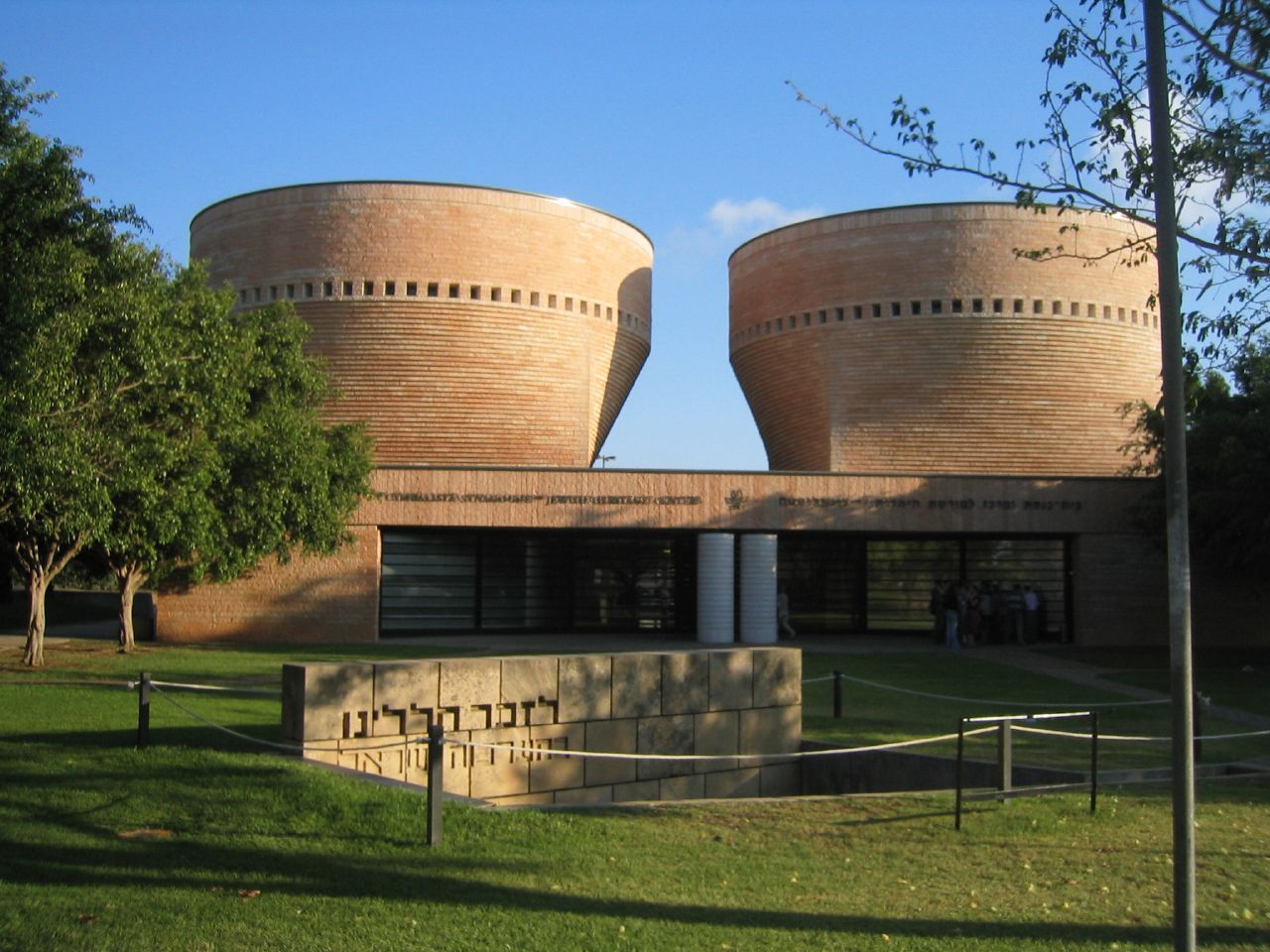
Тель-Авівський університет

- Університети. Найстаріші з ізраїльських університетів, Єрусалимський єврейський університет і Техніон, були відкриті ще в 1925 році[8]. Ще 5 університетів було додано за перші два десятиліття з моменту проголошення незалежності в 1948 році, це Інститут Вейцмана, Університет Бар-Ілана, Тель-Авівський університет, Хайфський університет і Університет Бен-Гуріона. Останнім було відкрито Відкритий університет Ізраїлю, зараз найбільший університет країни, що, на додаток до традиційної стаціонарної освіти в решті університетів, пропонує виключно дистанційне навчання. Всі ізраїльські університети мають подвійне призначення: освіта та наукові дослідження, наприклад Інститут єврейських досліджень імені Шехтера. Всі університети (за винятком Інституту Вейцмана) надають бакалаврський, магістерський ступені та ступень кандидата наук в різноманітних дисциплінах мистецтва, соціальних та природничих наук. Університетські наукові дослідження зазвичай найбільш фундаментальні і теоретичні в країні, але й вони присвячені меті просування сучасних методик і технологій в Ізраїлі.

- Регіональні коледжі. Це філії університетів, що знаходяться під їх повним контролем та надають студентам можливість навчатися, якщо вони не бажають переїжджати до місця розташування університету. Хоча деякі з регіональних коледжів пропонують повноцінні програми, в більшості випадків студенти можуть лише почати освіту в такому коледжі, а для її завершення мають переїхати до основного кампусу університету[8]. Докладніше: Коледж Управління - Академічних Наук

- Професійні / торгові / відпускні коледжі. Ці коледжі нагадують українські професійно-технічні училища та можуть бути як державними, так і приватними. Зазвичай вони пропонують освіту з вузької спеціальності на початковому рівні, не вище ступеню бакалавра. Ці коледжі можуть зосереджуватися на юриспруденції, менеджменті, технології та педагогіці. Деякі надають професії медсестер та помічників доктора з оптометрії, радіології, гігієни. Інші готують студентів до роботи в культурі, мистецтві, кулінарії[8].

- Філії іноземних вищих навчальних закладів. Переважно такі філії були відкриті нещодавно, починаючи з кінця 20 століття, в історичних та центральних містах країни, зараз нараховуються близько 30 подібних закладів. Вони пропонують програми як для ізраїльських, так і для іноземних студентів на різному рівні, в тому числі до кандидатського ступеня. Їх швидкий ріст пов'язаний із швидким розвитком науки та технології в Ізраїлі та, відповідно, збільшення потреби у кваліфікованих працівниках. Багато з них не визнані Міністерством освіти, тому власники цих дипломів не можуть претендувати на державні посади, що за визначенням потребують певного рівня освіти.

## Ресурси Інтернету
- Fifty Years of Education in the State of Israel
- 'Boycotts are like burning books'
- Students vote Technion best higher education institution in Israel
- Higher education in Israel